# 皮达里约
皮达里约（法語：Puydarrieux，法語發音：[pɥidaʁjø]）是法国上比利牛斯省的一个市镇，位于该省东北部，属于塔布区。

## 地理
皮达里约（43°17'8"N, 0°23'8"E）面积13.99 平方千米，位于法国奧克西塔尼大區上比利牛斯省，该省份为法国西南部内陆省份，北至热尔省，西接大西洋比利牛斯省，南与西班牙接壤，东临上加龙省。
与皮达里约接壤的市镇（或旧市镇、城区）包括：萨杜尔南、康皮藏、利巴罗斯、潘图、桑图、图尔努达尔雷、巴伊斯河畔特里。

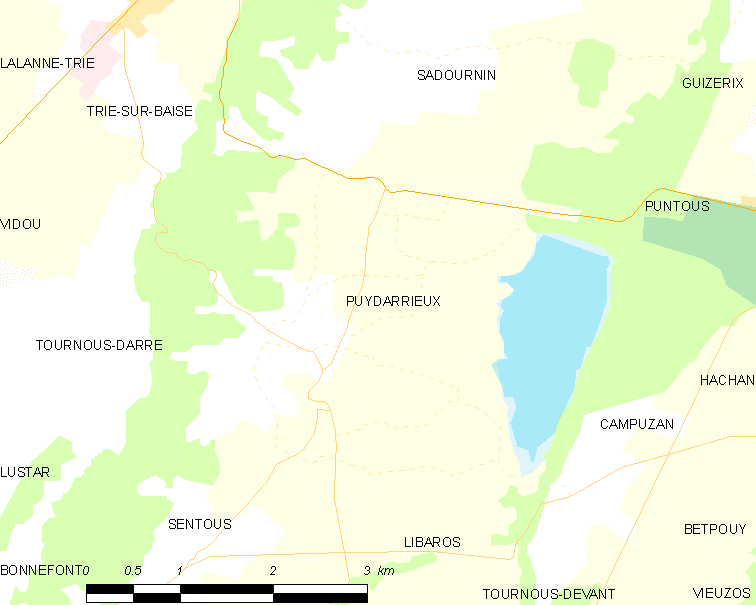
皮达里约的OSM定位图

皮达里约的时区为UTC+01:00、UTC+02:00（夏令时）。

## 行政
皮达里约的邮政编码为65220，INSEE市镇编码为65374。

## 政治
皮达里约所属的省级选区为山丘县。

## 人口

1962-2008年间皮达里约人口变化图示

皮达里约于2022年1月1日时的人口数量为231人。